# КЛО
KLO ‒ українська мережа автозаправних станцій. Заснована в 1995 році. Станом на 2024 рік налічує понад 70 АЗК з власними ресторанами, магазинами, кафе, мийками, зарядними станціями для електромобілів в Києві, Київській, Житомирській, Чернігівській, Львівській областях. Компанія реалізує пальне виробництва Литви (Orlen Lietuva) та України.

## Історія
Мережу автозаправних станцій KLO засновано в 1995 році. Перша АЗС під брендом KLO відкрилася в селі Корчувате. 
Починаючи з 1997 року компанія KLO відкривала по 3-4 АЗС в рік. 
З 2002 року  АЗС KLO стали учасником джоберської програми компанії ТНК і працювали під її брендом. 
З 2005 року припинили участь і продовжили працювати під власним брендом, активно його розвиваючи. Також компанія стає національною - АЗС з'явилися в Чернігівській і Житомирській областях. 
У 2006 році запущено обслуговування по фірмовим смарт-карткам.
У 2008 році на АЗС мережі з'явилися сонячні колектори.
З 2010 року компанія впроваджує енергозберігаючі технології і частково використовує енергію з відновлюваних джерел та генеруючи її за допомогою сонячних панелей.
У грудні 2011 року KLO вводить власну програму лояльності ДякуYOU system по всій мережі АЗК, магазинів і ресторанів, залучаючи і партнерів. 
У грудні 2013 року за АЗС відкрилася перша кав'ярня KAWA Bar.
У 2017 році KLO встановила 9 електрозарядних станцій для електроавтомобілів. Станції обладнані пристроями європейського виробника - іспанської компанії Circontrol - однофазними на 7 кВт і трифазними на 22 кВт. На них змінним струмом можуть заряджатися електромобілі всіх відомих на сьогодні виробників.
З 1 січня 2018 року KLO реалізує бензин під торговою маркою Shebel виробництва Шебелинського ГПЗ (Україна).

## Асортимент пального
На заправках KLO реалізує пальне виробництва України, Литви. 
Українське пальне поставляється Шебелинським НПЗ, який належить державному підприємству Укргазвидобування і повністю перейшов на випуск пального екологічного стандарту Євро-5.
Види пального:
Бензин:
- F 100 (високооктановий бензин)
- Ventus 95
- Euro 95
- A 95
- A 92

Дизель:
- Ventus diesel - литовського виробника Orlen Lietuva
- Euro diesel - Литва (Orlen Lietuva), Україна (Шебелинський НПЗ)

KLO також продає скраплений газ (LPG).

## Інше
Бункерувальник
Крім стаціонарних АЗС, мережа KLO також має в своєму розпорядженні плавучу заправку ‒ судном-бункерувальником "Полковник Мірошник". Працює він в сезон навігації на Дніпрі, заправлятися на ньому можуть судна малого та середнього розміру. Види пального - бензин Євро 95 і Дизель Ventus.

Кафе
При АЗК KLO також розташовуються точки харчування ‒ кафе KAWA BAR, мережа кафе "Борщ", ресторан "Борщ-бургер", грузинська хинкальня "Пілі швілі", ресторан "BuduБорщ", Arka cafe-bar. 3 жовтня 2018 року розпочав роботу перший в Україні ресторан McDonald's на території автозаправного комплексу. 

Альтернативні джерела енергії
KLO однією з перших серед українських паливних компаній почала впроваджувати альтернативні джерела енергії на АЗС. На заправках встановлені котельні установки, геліосистеми і фотоелектричні елементи. Альтернативна генерація енергії - частина стратегії компанії і дозволяє скоротити споживання електроенергії на заправних комплексах.